# Avenida Paraná (Belo Horizonte)

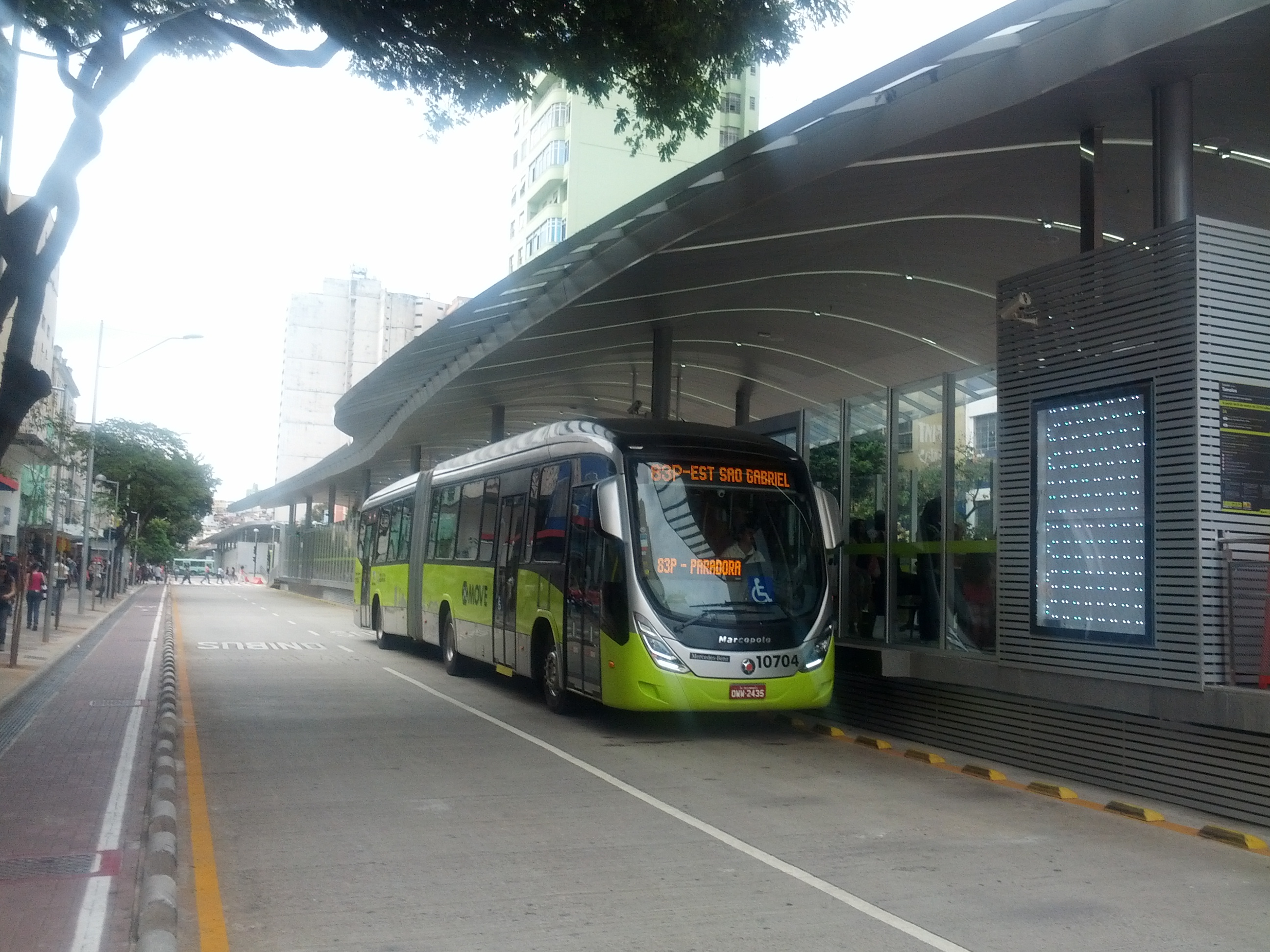
A avenida em obras para a implantação do BRT de Belo Horizonte.

A Avenida Paraná é uma avenida localizada no Centro de Belo Horizonte, capital de Minas Gerais, Brasil.
É uma das avenidas que dá acesso ao Terminal Rodoviário de Belo Horizonte e junto à Avenida Santos Dumont faz parte do corredor MOVE Área Central.

## Move
Para as obras de implementação do BRT, a avenida foi totalmente interditada em agosto de 2013.
Batizado de Move, o BRT de Belo Horizonte teve as obras iniciadas em 2011 e começou a operar dia 8 de março de 2014.